# Keszthely (district)
Het District Keszthely (Keszthelyi járás) is een district (Hongaars: járás) in het Hongaarse comitaat Zala. De hoofdstad is Keszthely. Het district bestaat uit  stad (Hongaars: város) en  gemeenten (Hongaars: község).

## Plaatsen
- Alsópáhok
- Balatongyörök
- Bókaháza
- Cserszegtomaj
- Dióskál
- Egeraracsa
- Esztergályhorváti
- Felsőpáhok
- Gétye
- Gyenesdiás
- Hévíz
- Karmacs
- Keszthely
- Ligetfalva
- Nemesbük
- Rezi
- Sármellék
- Szentgyörgyvár
- Vállus
- Várvölgy
- Vindornyafok
- Vindornyalak
- Vindornyaszőlős
- Vonyarcvashegy
- Zalaapáti
- Zalacsány
- Zalaköveskút
- Zalaszántó
- Zalaszentmárton
- Zalavár